# ハウ・ドゥ・ユー・スリープ?
「ハウ・ドゥ・ユー・スリープ（眠れるかい?）」 (英語: How Do You Sleep?) は、ジョン・レノンの楽曲。1971年に発表されたスタジオ・アルバム『イマジン』のB面3曲目に収録された。内容はビートルズのメンバーだったポール・マッカートニーを痛烈に批判したものである。元来「ハウ・ドゥ・ユー・スリープ」という言葉は、ビートルズのメンバーの間で目の大きなマッカートニーを茶化すために使われていた。

## 背景
レノンとマッカートニーは、1970年4月10日のビートルズの解散を契機として決定的な対立関係にあったが、とりわけ1971年当時は大変険悪な状況に陥っていた。マッカートニーは「ポール & リンダ・マッカートニー」名義で発表したセカンドアルバム『ラム』の収録曲「3本足」や「トゥ・メニー・ピープル」で、レノンだけでなくジョージ・ハリスンとリンゴ・スターを暗に非難していた。
これらマッカートニーの楽曲に、レノンは本作を書くことにより反撃した。レノンは後に「僕がポールに対して憤ってたから、この曲を書いた。卑劣な当てつけを込めて書いたから、あいつもそう受け取ったんだ。ただ…あいつのにだって、当てつけはあるんだ。対象を明白にしてないから、誰も気づかないだけさ」と述べた。
レノンは曲中でマッカートニーがビートルズ時代に書いた「サージェント・ペパーズ・ロンリー・ハーツ・クラブ・バンド」と「イエスタデイ」、そしてファーストソロシングル「アナザー・デイ」、さらに1969年に広まった都市伝説「ポール死亡説」まで持ち出している。
作業に同席していたスターは歌詞が完成するにつれて段々と不機嫌になり、過剰な非難を止めるようレノンに忠告した。その場にいたOZ誌のフェリックス・デニスは「極めて幼稚極まり無い内容だった。恐らくリンゴが説得したのだろう。元の歌詞はレコードで聴けるものより、比較にならないくらい下品だった」と評している。
マッカートニーは本作に関して静観を貫いた。「ジョンは酷い嫌な奴とは思わないで欲しい」と発言している。
なお、後年レノンは「あれは自分自身の事を歌ったんだよ。ポールと僕の事に、あんたらは関係ない。曲のインスピレーションを得るために（当時の）ポールへの憎しみを題材として使っただけだ。本当に憎んでたわけじゃない」と発言している。

## レコーディング
本作のレコーディングは、1971年5月26日にアスコット・サウンド・スタジオで開始され、7月5日にオーバーダビングが施された。レコーディングには、ビートルズ末期にポールと最も不仲だったと言われるジョージも参加し、スライドギターを演奏した。このほか、クラウス・フォアマンがベース、アラン・ホワイトがドラムス、ニッキー・ホプキンスが電子ピアノ、フラックス・フィドラーズがストリングスで参加した。
本作をレコーディングしている様子を記録した映像の中では、女性器を意味する卑語「cunt（「嫌な奴」、「バカな奴」の意味もある）」をもってポールを呼んでいる（「How Do You Sleep, you CUNT?」）。演奏においてもジョンは｢もっと悪意を込めて演奏しろ。悪意のある曲だ｣と他のメンバーに指示している場面が映像で確認できる。
2018年10月5日に発売された『イマジン：アルティメイト・コレクション』に、テイク5&6が収録された。これに先立ち、同年9月21日に1971年5月26日のセッション時の映像が公開された。

## 歌詞からの抜粋
「サージェント・ペパーズ・ロンリー・ハーツ・クラブ・バンド」について
「『サージェント・ペパーズ』はお前にとっちゃ驚きだったろうよ」
「イエスタデイ」、「アナザー・デイ」について
「お前の傑作なんざ「イエスタデイ」だけだ。それも時代遅れになった今となっては「アナザー・デイ」って訳よ」
「ポール死亡説」について
「マニア達はお前が死んだって言ってたけど、その通りだったな」
この他にも、
- 「その母ちゃん譲りの女々しい目でよく見てみろよ」
- 「お前を天才だ何だと祭り上げる俗物共と暮らしてるんだろ」
- 「母ちゃんに何か言われるたびに飛び上がっちゃってさ」
- 「そのかわいい顔も1、2年くらいはもつだろうが、もうじきお前の才能の限界はみんなに暴かれるだろうさ」
- 「お前の作る音楽は俺の耳にはバックグラウンド・ミュージックでしかない」
- 「お前の一番の失敗は、お前のその頭の中だ」
- 「長年一緒だったから、色々学んできたはずなんだけどな…」

など、かなり辛辣な非難が歌われている。

## 演奏
- ジョン・レノン - リード・ヴォーカル、リズムギター
- フラックス・フィドラーズ - ストリングス
- ニッキー・ホプキンス - 電子ピアノ
- ジョージ・ハリスン - リード・スライドギター
- クラウス・フォアマン - ベース
- アラン・ホワイト - ドラムス